# Trimmer (grasmaaier)

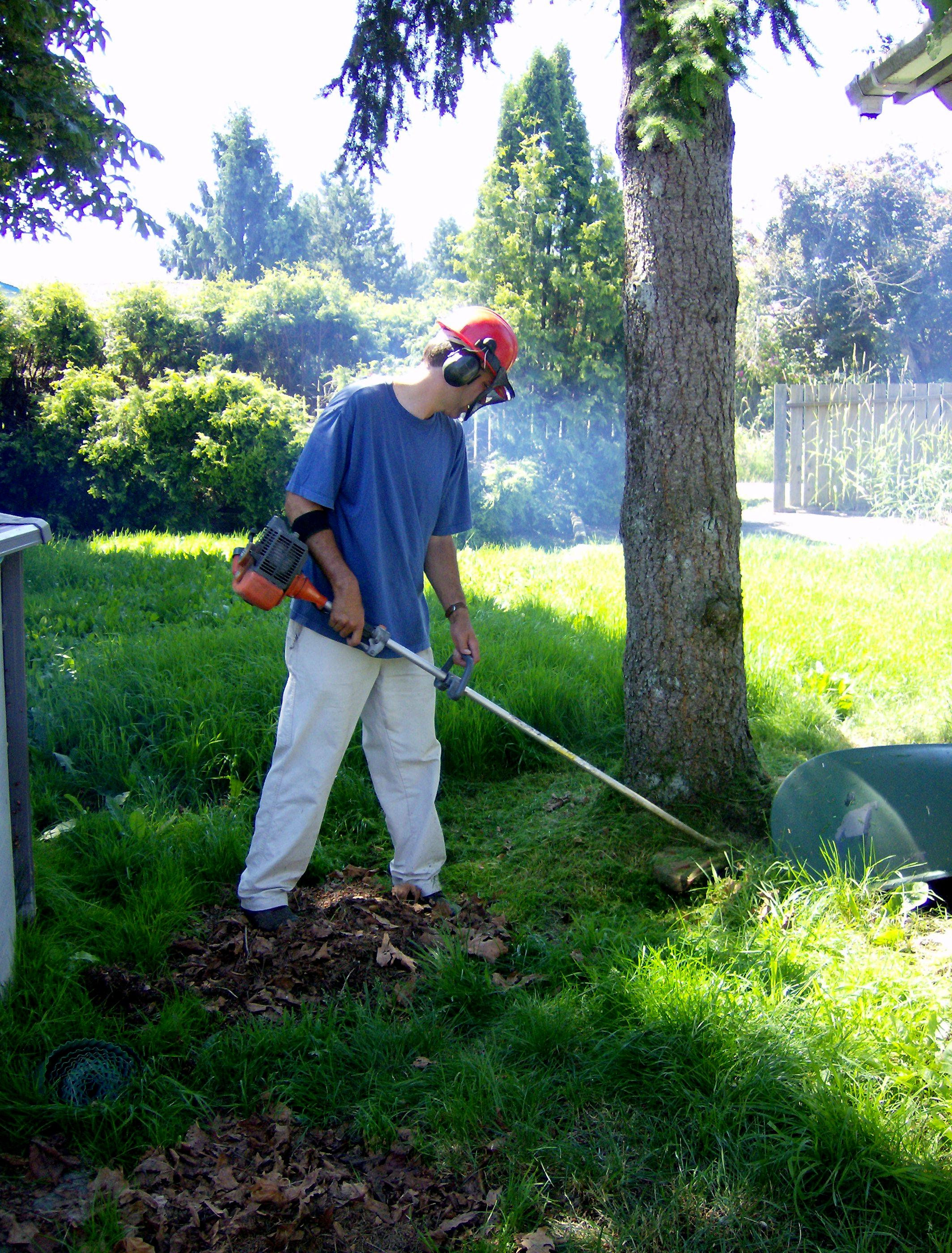
Man met een door benzinemotor aangedreven trimmer

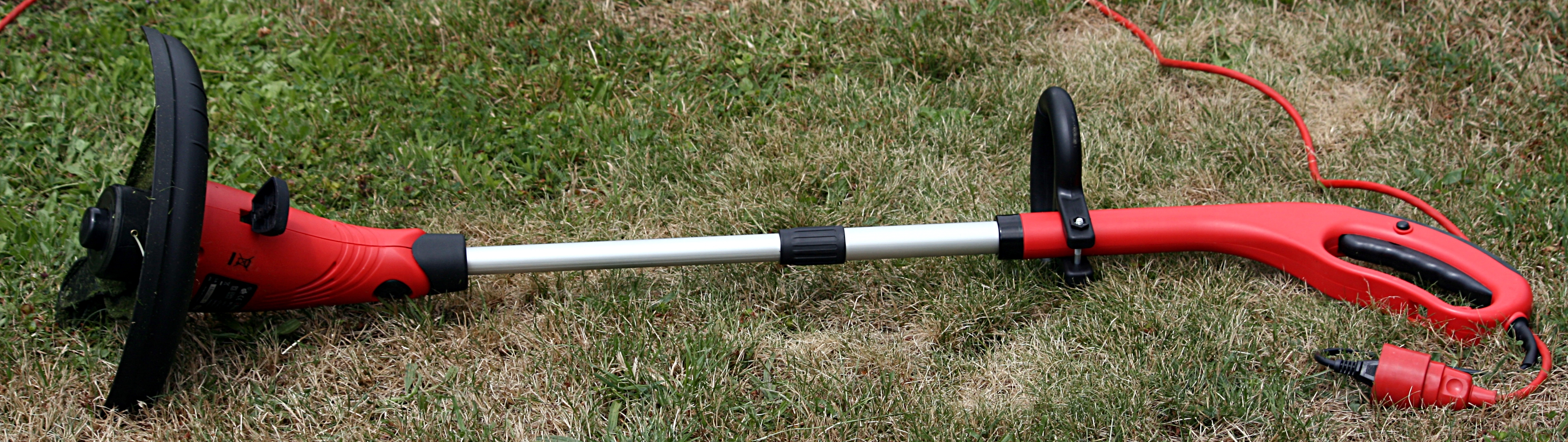
Elektrische grastrimmer

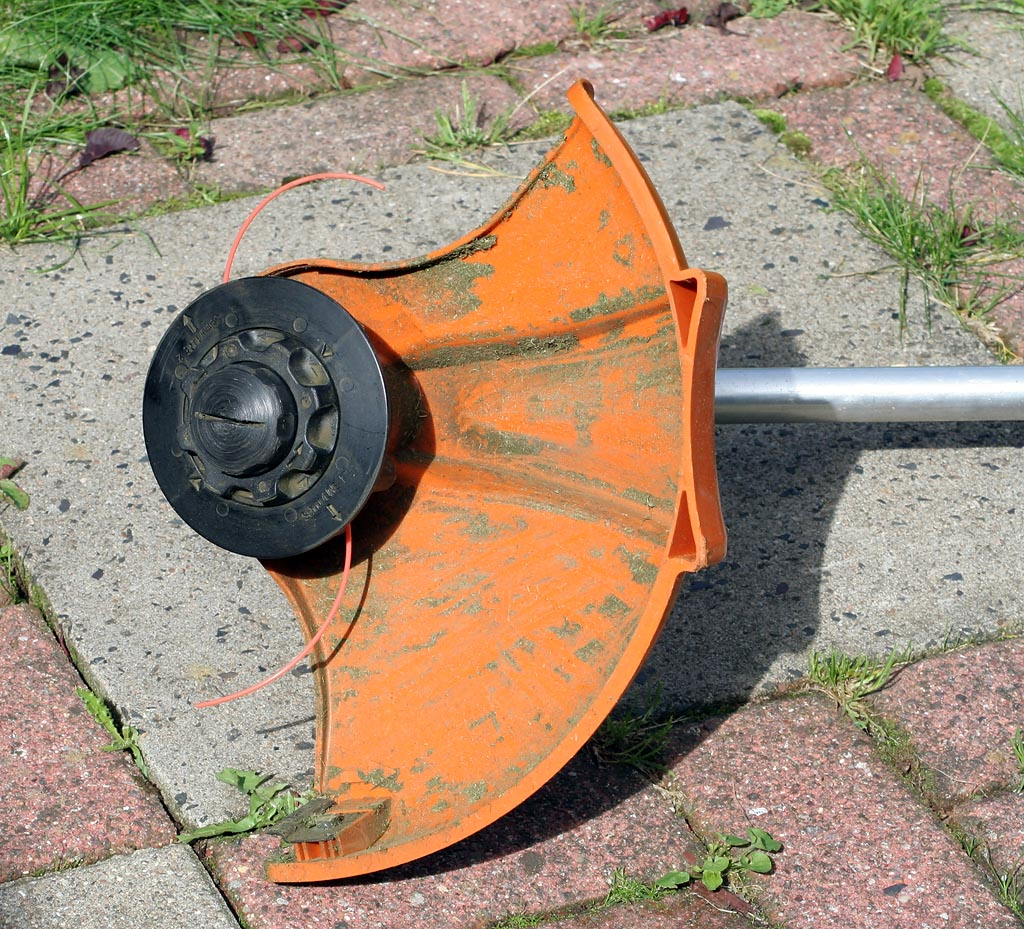
Maaikop van een gazontrimmer met nylondraad

Een (gras)trimmer, vaak ook wel strimmer genoemd, is een apparaat dat gras maait op moeilijke plekken en randen van het gazon. Hij wordt gebruikt waar de handmaaier of de elektrische maaier niet bij kan en is ook geschikt voor het maaien van nat gras. Door het apparaat omgekeerd te houden kunnen randen langs tegels en borders worden afgesneden.
Een trimmer wordt gebruikt in de tuin, in de landbouw en bij de gemeente.

## Constructie en werking
De trimmer heeft een lange stang met bovenaan een handgreep en aan het ondereinde een spoel met kunststof (meestal nylon) draad. Er zijn ook (sterkere) trimmers met meerdere draden (2 of 4). Een motor slingert het losse uiteinde van de draad met hoge snelheid rond binnen een trommelvormige veiligheidskap. Om de onvermijdelijke slijtage te compenseren wordt de spoel daarbij langzaam afgewikkeld. Gras dat binnen het bereik van de rondzwiepende kunststof draad komt, wordt op die hoogte afgesneden. 
De meeste trimmers werken met een elektromotor op het lichtnet, maar er zijn ook draadloze trimmers met accu of met een kleine benzinemotor.

## Veiligheidsmaatregelen
Beschermende kleding (stevige schoenen, bril en dergelijke) bij het gebruik van een trimmer is noodzakelijk om de gebruiker te beschermen tegen eventueel rondvliegende steentjes. Andere personen en dieren mogen niet te dicht in de buurt komen.